# Stipa crassiflora
Stipa crassiflora là một loài thực vật có hoa trong họ Hòa thảo. Loài này được Roseng. & B.R.Arrill. miêu tả khoa học đầu tiên năm 1964.